# 1755, boulevard de la Grande-Baie Nord
1755, boulevard de la Grande-Baie Nord, aussi appelé M-12 est une maison et un établissement patrimonial.

## Voir plus